# 28. Division (Japanisches Kaiserreich)
Die 28. Division (japanisch 第28師団 Dai-nijūhachi Shidan) war eine Division des Kaiserlich Japanischen Heeres, die 1940 aufgestellt und 1945 aufgelöst wurde. Ihr Tsūshōgō-Code (militärischer Tarnname) war Reichtum-Division (豊兵団, Toyo-heidan).

## Geschichte der Einheit
Die 28. Division wurde am 1. August 1940 unter dem Kommando von Generalleutnant Ishiguro Teizo als Typ A „Verstärkte“ Division als Triangulare Division aufgestellt und bestand aus der 28. Infanterie-Brigade (3., 30. und 36. Regiment) sowie dem 28. Kavallerie-Regiment, der 28. Divisions-Artillerie-Gruppe und dem 28. Pionier- und Transport-Regiment. Das Hauptquartier der ca. 25.000 Mann starken Division lag in Shinkyō, Mandschukuo und unterstand der Kwantung-Armee.
Im Juli 1944 transportierte das Schlachtschiff Nagato das 36. Regiment nach Saipan, das während der Schlacht um Saipan vernichtet wurde. Am 12. Januar 1945 übernahm Generalleutnant Naumi Toshiro den Befehl über die Division. Kurz darauf wurde die Division nach Okinawa verlegt, wo sie wie die übrigen japanischen Verbände auf der Insel während der Schlacht um Okinawa vernichtet wurde.

## Gliederung
Die 28. Division wurde als Typ A „Verstärkte“ Division als Triangulare Division wie folgt aufgestellt:
- 28. Infanterie-Divisions Hauptquartier (410 Mann)
  - 28. Infanterie-Brigade Führung  (100 Mann)
    - 3. Infanterie-Regiment (4830 Mann)
    - 30. Infanterie-Regiment (4830 Mann)
    - 36. Infanterie-Regiment (4830 Mann)

  - 28. Kavallerie-Regiment
    - Führung (30 Mann)
    - Beritten (300 Mann)
    - Typ-92-Tanketten (100 Mann)
    - 1. motorisierte Kompanie (160 Mann)
    - 2. motorisierte Kompanie (160 Mann)
    - Versorgungs-Kompanie (100 Mann)

  - 28. Divisions-Artillerie-Gruppen Hauptquartier (178 Mann)
    - 28. Gebirgsartillerie-Regiment Führung (265 Mann)
    - 1. Bataillon (8 × 75-mm-Geschütze, 4 × 105-mm-Haubitzen (685 Mann))
    - 2. Bataillon (8 × 75-mm-Geschütze, 4 × 105-mm-Haubitzen (685 Mann))
    - 3. Bataillon (8 × 75-mm-Geschütze, 4 × 105-mm-Haubitzen (685 Mann))

  - 28. Pionier-Regiment (900 Mann)
  - 28. Signal-Einheit (220)
  - 28. Transport-Regiment (2820 Mann)
  - 28. Versorgungs-Kompanie (185 Mann)
  - 28. Dekontaminations-Einheit (224 Mann)
  - 28. Feldhospital (Vier Feldhospitäler mit jeweils 250 Mann)
  - 28. Wasserversorgungs- und -aufbereitungs-Einheit (160 Mann)
  - 28. Veterinär-Hospital (100 Mann)
  - 28. Sanitäts-Einheit (1000 Mann)

Gesamtstärke: 25.039 Mann

## Kommandeure
|    | Name                               | Von             | Bis             |
| -- | ---------------------------------- | --------------- | --------------- |
| 1. | Generalleutnant Ishiguro Teizo     | 1. August 1940  | 1. März 1943    |
| 2. | Generalleutnant Kushibuchi Senichi | 1. März 1943    | 12. Januar 1945 |
| 3. | Generalleutnant Naumi Toshiro      | 12. Januar 1945 | September 1945  |